# Jorge Muñoz Zapata
Jorge Muñoz Zapata (Pereira, Risaralda, Colombia, 19 de marzo de 1964) es un autobusero, filántropo y político colombo-estadounidense, radicado en Pereira, Colombia. Comúnmente conocido como El Ángel de Queens, a raíz del apelativo con que lo llamara el New York Times, y que se convertiría en el nombre de la fundación que creó: Fundación un Ángel en Queens (Inglés: An Angel in Queens Foundation), organización sin ánimo de lucro dedicada a entregar alimentos a la gente necesitada de Estados Unidos.
Muñoz ha recibido varias distinciones por su labor social, entre las que se destacan el ser Héroe CNN, recibir la Medalla al Ciudadano de manos del presidente Barack Obama y recibir la distinción Orden del Congreso de Colombia en el Grado de Caballero por parte del Senado de la República de Colombia. Y fue Representante a la Cámara por los colombianos en el exterior.

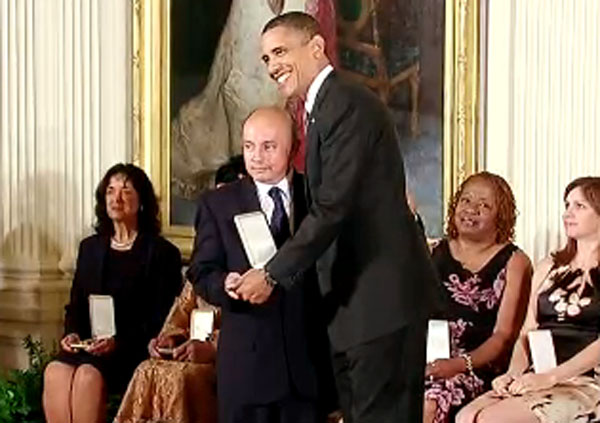
Jorge Muñoz recibiendo la Medalla al Ciudadano por parte del Presidente Barack Obama.

## Filantropismo
Muñoz ha sido llamado un ángel de la vida real debido a su compromiso para ayudar a otros, el cual cumple a diario, al cocinar y ofrecer alimentación gratuita a gente desamparada en Nueva York, especialmente en el condado de Queens. Muñoz empezó su labor filantrópica en 2004, cuando supo que en algunos lugares se desperdiciaban grandes cantidades de alimentos. Su tarea empezó recolectando alimentos que otros no podían utilizar, para empacarlos y entregarlos a gente desamparada, tres noches cada semana. A medida que pasó el tiempo, su madre y hermana, así como algunos amigos, empezaron a apoyar a Muñoz en su labor social, por lo que se pudo empezar a repartir alimentos a diario. Muñoz invierte una buena parte de su salario para cubrir los gastos de sus actividades filantrópicas, y algunas veces recibe donaciones de terceros.
Muñoz en 2006 formalizó su labor social a través de la creación de la fundación An Angel in Queens Foundation, una organización sin ánimo de lucro que tiene por objetivo ayudar a resolver el problema de hambre que afecta a las personas menos privilegiadas de la ciudad de Nueva York.

### Reconocimientos
Muñoz reconoce que su actividad filantrópica se dio a conocer luego de un reportaje hecho por el periódico New York Times. Luego de esto, fue reconocido como un Héroe CNN y además fue premiado con la Medalla al Ciudadano por el presidente Barack Obama, la segunda distinción civil más alta otorgada a los ciudadanos estadounidenses. Muñoz fue condecorado en el 2012 por el Senado de la República de Colombia con la Orden del Congreso de Colombia en el Grado de Caballero, por su filantrópica labor con los inmigrantes latinos en la ciudad de Nueva York. En el mismo año, Muñoz fue reconocido por Marca Colombia y Fusionarte como uno de los 100 colombianos residentes en el exterior más destacados, en una ceremonia en la Casa de Nariño, en compañía del Presidente de Colombia, Juan Manuel Santos. Entre otros reconocimientos que ha recibido Muñoz por su labor social, se encuentran la distinción por ser un ejemplo de ser humano de altos valores, otorgada por la Asamblea Departamental del Valle del Cauca, y la condecoración por su labor humanitaria en los Estados Unidos y la entrega de las llaves de la ciudad, otorgadas por la Alcaldía y el Concejo de Manizales.

## Carrera política
Jorge Muñoz fue candidato del Partido político MIRA a la Cámara de Representantes de Colombia en el año 2010 para ocupar la curul que representa a los colombianos en el exterior, quedando en segundo lugar con 8.197 votos. Muñoz fue nuevamente candidato a Representante por los colombianos en el Exterior para las Elecciones legislativas de Colombia de 2014, pero esa vez fue cabeza de la lista a la curul.
En el año 2015 fue designado representante a la Cámara en reemplazo temporal de Ana Paola Agudelo.
En el año 2017 inició su campaña como candidato a Representante por los colombianos en el Exterior para las Elecciones legislativas de Colombia de 2018, siendo cabeza de la lista a la curul.

## Vida personal
Muñoz nació en Palmira, Valle del Cauca, pero fue criado en Pereira, Risaralda. Muñoz emigró a los Estados Unidos en los años 80s, obteniendo diferentes trabajos de oficios varios hasta que obtuvo el cargo de autobusero, tiempo en el que empezó a repartir alimentos de manera informal a los desprotegidos en Queens, Nueva York.